# Євроденс
Євроде́нс (англ. Eurodance) — рід європейської електронної танцювальної музики, пік популярності якої прийшовся приблизно на 1993–1997 роки.
Як правило композиції євроденсу виконують дуетом — у рефренах звучить жіночий вокал, а куплети виконуються в реповому дусі чоловіками з глибоким голосом (часто темношкірими — Доктор Албан). Хоча бувають і сольні виконання (гурти Alexia, Tess, Blümchen). Тексти пісень — переважно англійською мовою, хоча зустрічаються також двомовні пісні — виконувані англійською та рідною мовою виконавця.
Темп композиції — від 110 до 150, частіше — 135 ударів на хвилину. Аранжування характеризуються ударами бас-барабана на кожну з чвертей (розмір — 4/4), застосуванням швидких арпеджій, які відрізняють євроденс від інших подібних течій, наприклад Hi-NRG. Звук синтезаторів як правило подібний до фортепіанного або шарманочного, але іноді імітують і інші інструменти, наприклад каліопу (наприклад, «Touch the Sky» групи Cartouche). Часті короткі, повторювані рифи, а в інших випадках — потужні синтезаторні вставки.

## Приклади виконавців
- 2 Brothers On The 4th Floor
- 2 Unlimited
- Ace of Base
- Activate
- Alexia
- Bad Boys Blue
- Basshunter
- Basic Element
- Cappella
- Centory
- Corona
- Culture Beat
- Cut 'N' Move
- Darkness
- DJ BoBo
- Double You
- Dr. Alban
- E-Rotic
- E-Type
- Fun Factory
- General Base
- Haddaway
- Ice MC
- Imperio
- Jam & Spoon
- Скетмен Джон
- La Bouche
- Loft
- Magic Affair
- Masterboy
- Maxx
- MC Erik & Barbara
- Mo-Do
- Mr. President
- Pandora
- Pharao
- Real McCoy
- Snap!
- Solid Base
- U96
- X-Perience
- X-Pression
- Івета Бартошова

## Євроденс в Україні
- Made in Ukraine
- Аква Віта
- Андрій Заліско
- ВАН-ГОГ
- Степ
- Тарас Курчик
- Турбо-Техно-Саунд
- Фантом-2
- Формула води
- Soundstream

## Аудіо
- Cartouche — «Touch the sky» (1994)ⓘ